# Bschießer
Der Bschießer (in offiziellen Kartenwerken auch B’schießer, tirolerisch auch Bscheißer) ist ein 2000 m ü. NHN, nach österreichischer Messung 1998 m ü. A. hoher Berg in den Allgäuer Alpen. 

## Lage und Umgebung
Er liegt im Rauhhornzug südöstlich des Iselers und nordwestlich des Ponten. Über den Gipfel verläuft die Grenze zwischen Deutschland und Österreich. Die Schartenhöhe des Bschießers beträgt mindestens 100 Meter, seine Dominanz 600 Meter, wobei jeweils der Ponten Referenzberg ist.

## Namensherkunft
Auf Grund seiner Lage im deutsch-österreichischen Grenzgebiet wurde der Berg häufig erwähnt, zum ersten Mal 1561 als in (den) Scheißer in Spiz. 1803 gab es eine Erwähnung als Scheißer Kopf. Der Bscheißer ist erstmals im Jahre 1819 im Bayerischen Uraufnahmeblatt vermerkt. Ähnlich den ebenfalls in den Allgäuer Alpen vorkommenden Bergnamen Schüsser oder Fürschießer sagt die Namensgebung über den Berg aus, dass an ihm mit „herabschießenden“ Lawinen oder Geröllen zu rechnen ist.

## Besteigung
Auf den Bschießer führen markierte Wanderwege. Die steil nach Süden abfallende Südkante ist eine beliebte Klettertour (Schwierigkeit IV+), die auch gerne mit einer Skitour kombiniert wird.

## Galerie

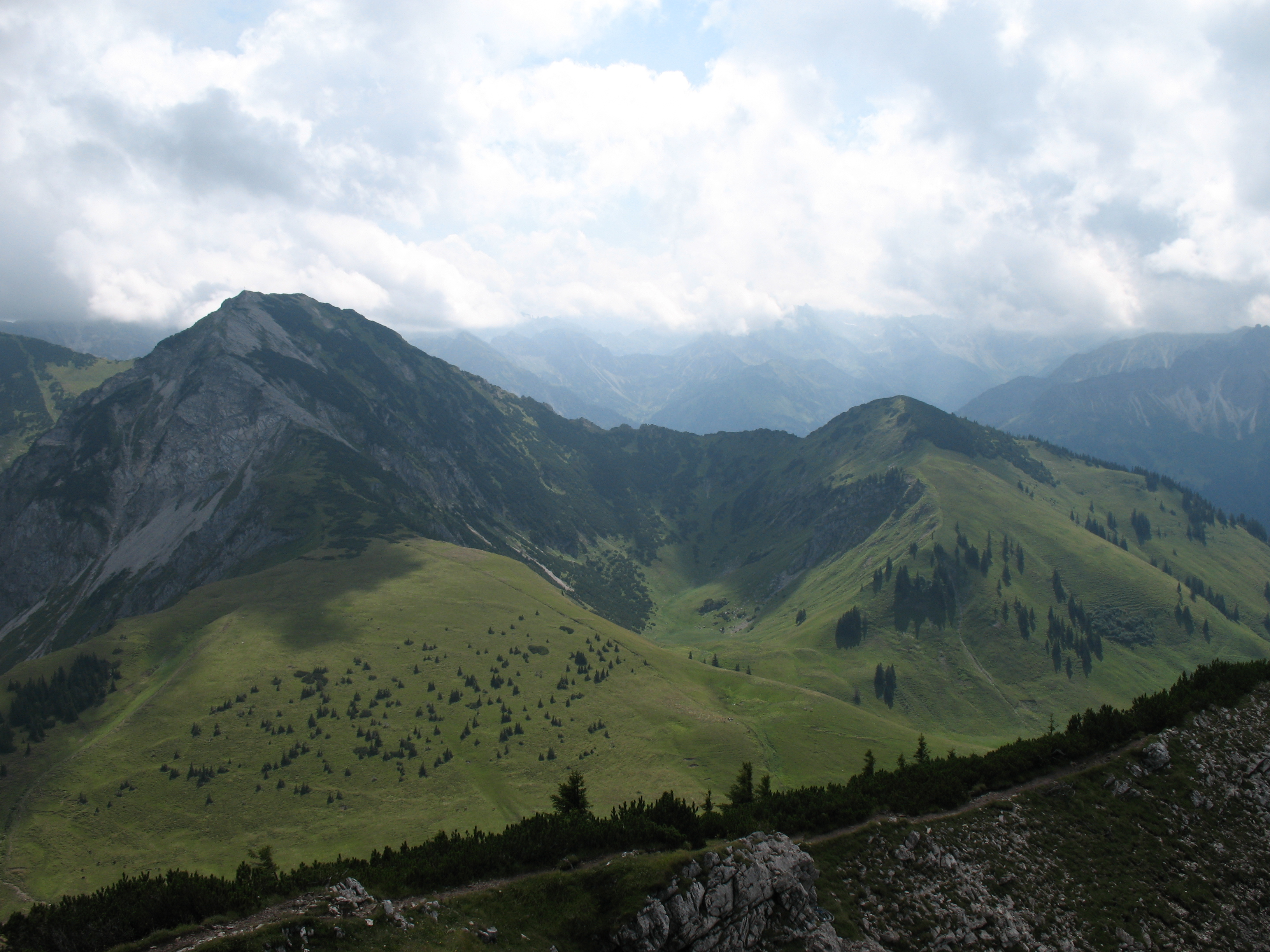
Bschießer (Nordwest-Seite) und Stuibenkopf
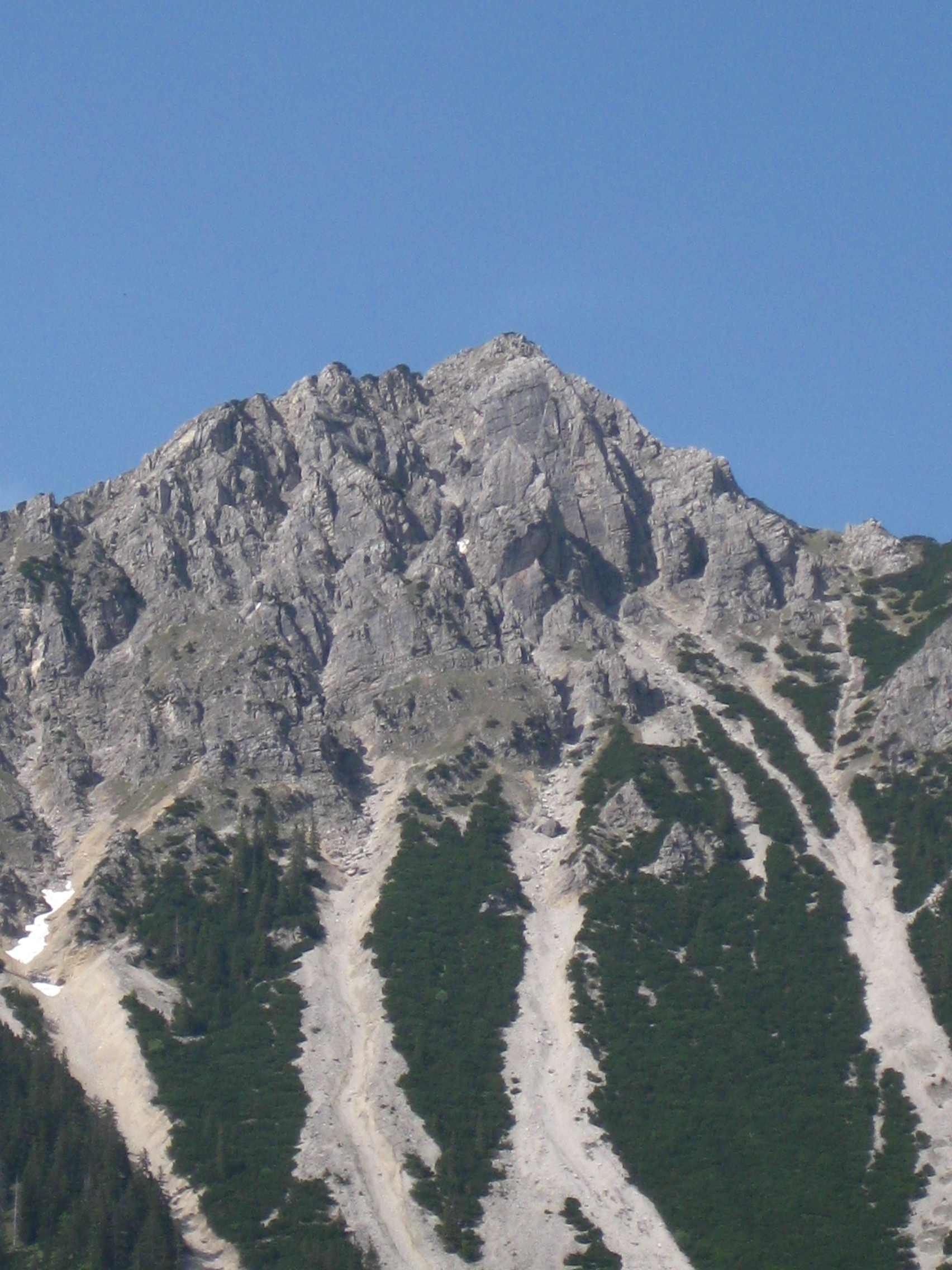
Bschießer Südseite mit Südkante
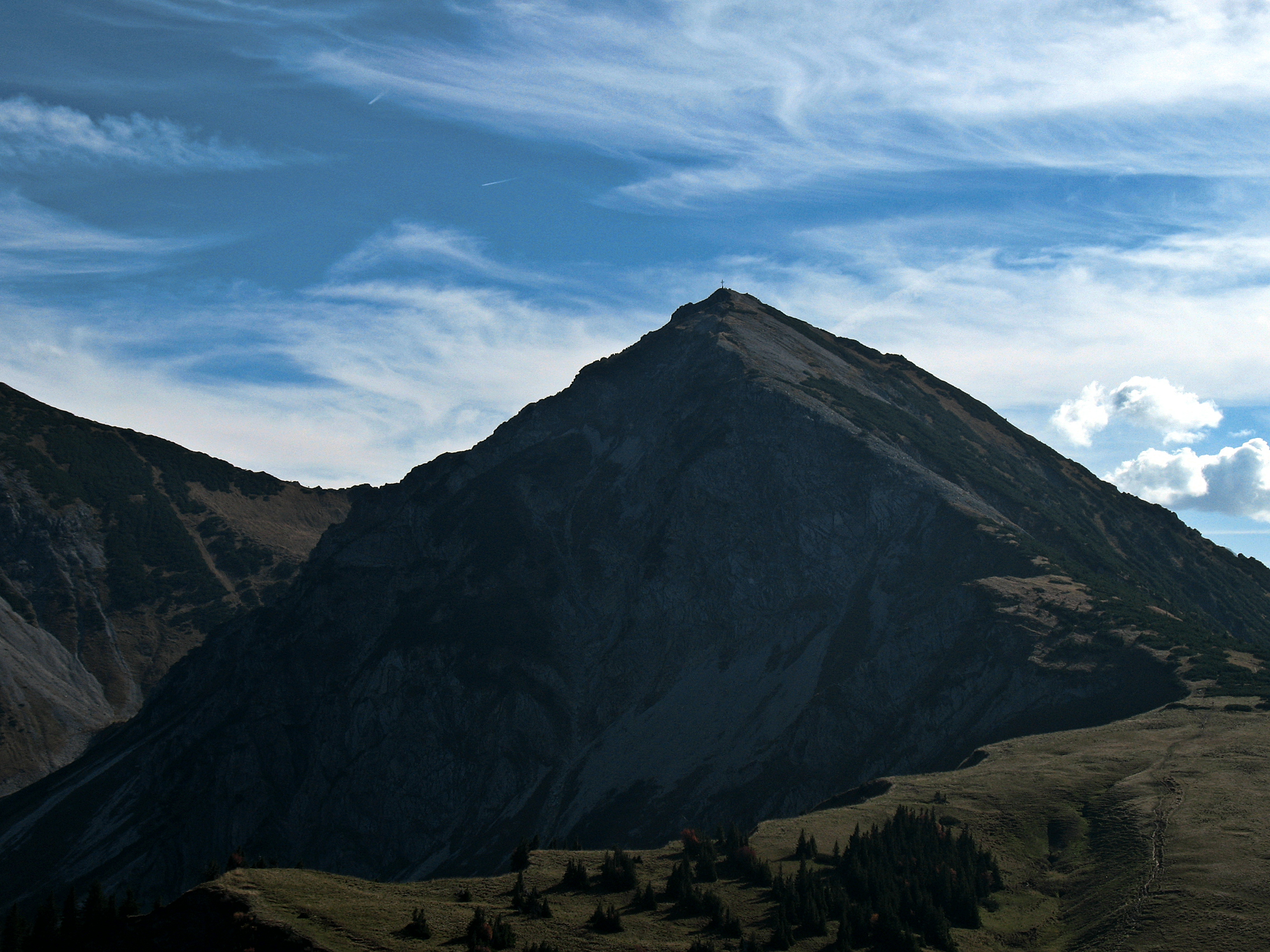
Nordansicht
Im Winter